# Olympische Winterspiele 1998/Teilnehmer (Kroatien)
| Gelbes Symbol für Goldmedaillen mit stilisierten Olympischen Ringen | Graues Symbol für Silbermedaillen mit stilisierten Olympischen Ringen | Braundes Symbol für Bronzemedaillen mit stilisierten Olympischen Ringen |
| ------------------------------------------------------------------- | --------------------------------------------------------------------- | ----------------------------------------------------------------------- |
| —                                                                   | —                                                                     | —                                                                       |

Kroatien nahm an den Olympischen Winterspielen 1998 im japanischen Nagano mit einer Delegation von sechs Athleten in drei Disziplinen teil, davon vier Männer und zwei Frauen. Ein Medaillengewinn gelang keinem der Athleten.
Fahnenträgerin bei der Eröffnungsfeier war die Skirennläuferin Janica Kostelić.

## Teilnehmer nach Sportarten

### Eiskunstlauf
Frauen
- Ivana Jakupčević
25. Platz (nicht für die Kür qualifiziert)

### Ski Alpin
Männer
- Renato Gašpar
Super-G: 32. Platz (1:39,85 min)
Riesenslalom: Rennen nicht beendet

- Vedran Pavlek
Super-G: 30. Platz (1:39,63 min)
Riesenslalom: 28. Platz (2:47,54 min)

- Thomas Lödler
Riesenslalom: 23. Platz (2:44,21 min)
Slalom: Rennen nicht beendet

Frauen
- Janica Kostelić
Abfahrt: 25. Platz (1:31,97 min)
Super-G: 26. Platz (1:19,77 min)
Riesenslalom: 24. Platz (2:59,39 min)
Slalom: Rennen nicht beendet
Kombination: 8. Platz (2:45,23 min)

### Skilanglauf
Männer
- Antonio Rački
10 km klassisch: Rennen nicht beendet